# ポール・サバティエ
ポール・サバティエ（Paul Sabatier, 1854年11月5日 - 1941年8月14日）は、フランス・カルカソンヌ出身の化学者。

## 生涯
1877年に高等師範学校を卒業し、1880年にはコレージュ・ド・フランスに移っている。硫黄と金属硫酸塩の熱化学の研究を行い、この業績によって博士号を得た。 トゥールーズに移ってからは硫化物、塩化物、クロム酸塩や銅化合物について研究を行った。また、窒素酸化物やニトロソジスルホン酸およびその塩の研究から、分配係数と吸収スペクトルの基礎研究を行った。
サバティエは水素化の工業利用を大いに容易にした。1897年、アメリカの化学者ジェームズ・ボイスの生化学の成果に基づき、サバティエは触媒として微量のニッケルを使うと、アルケン等の炭素化合物の分子に容易に水素を付加できることを発見した。これによって、魚油などを固形の硬化油にすることが可能となった。
1905年にトゥールーズ大学理学部学部長となるまで、化学の教授として講義を行っていた。
サバティエの業績でも最も知られているのが二酸化炭素と水素を反応させてメタンを得るサバティエ反応と La Catalyse en Chimie Organique（有機化学における触媒、1913年）などの著作である。微細な金属粒子を用いる有機化合物の水素化法の開発によって1912年にヴィクトル・グリニャールと共にノーベル化学賞を受賞している。 1918年に王立協会外国人会員選出。1926年アルバート・メダル受賞。
トゥールーズにて死去。生涯に4度結婚している。
トゥールーズ第三大学はポール・サバティエの名を冠している。また、サバティエは数学者トーマス・スティルチェスと共に Annales de la Faculté des Sciences de Toulouse という学術誌を創刊した。
弟子には、久保田勉之助（1885年–1961年、平田義正の師)がいる。